# Маквілл (Північна Дакота)
Маквілл (англ. McVille) — місто (англ. city) в США, в окрузі Нелсон штату Північна Дакота. Населення — 392 особи (2020).

## Географія
Маквілл розташований за координатами 47°45′54″ пн. ш. 98°10′32″ зх. д. / 47.76500° пн. ш. 98.17556° зх. д. (47.765116, -98.175442).  За даними Бюро перепису населення США в 2010 році місто мало площу 3,90 км², з яких 3,73 км² — суходіл та 0,17 км² — водойми.

## Демографія
Згідно з переписом 2010 року, у місті мешкало 349 осіб у 190 домогосподарствах у складі 95 родин. Густота населення становила 90 осіб/км².  Було 247 помешкань (63/км²).
Расовий склад населення:
| - 98,3 % — білих - 0,3 % — чорних або афроамериканців |

До двох чи більше рас належало 1,4 %. Частка іспаномовних становила 0,3 % від усіх жителів.
За віковим діапазоном населення розподілялося таким чином: 15,2 % — особи молодші 18 років, 57,3 % — особи у віці 18—64 років, 27,5 % — особи у віці 65 років та старші. Медіана віку мешканця становила 52,9 року. На 100 осіб жіночої статі у місті припадало 88,6 чоловіків;  на 100 жінок у віці від 18 років та старших — 91,0 чоловіків також старших 18 років.
Середній дохід на одне домашнє господарство  становив 51 584 долари США (медіана — 46 042), а середній дохід на одну сім'ю — 71 352 долари (медіана — 64 125). За межею бідності перебувало 8,7 % осіб, у тому числі 3,8 % дітей у віці до 18 років та 13,8 % осіб у віці 65 років та старших.
Цивільне працевлаштоване населення становило 139 осіб. Основні галузі зайнятості: освіта, охорона здоров'я та соціальна допомога — 39,6 %, будівництво — 16,5 %, публічна адміністрація — 15,1 %.